# Alfred Schulte
Alfred Schulte (* 17. Februar 1872 in Iserlohn; † 14. Oktober 1957 in Wiesbaden) war von 1933 bis 1937 Oberbürgermeister von Wiesbaden.

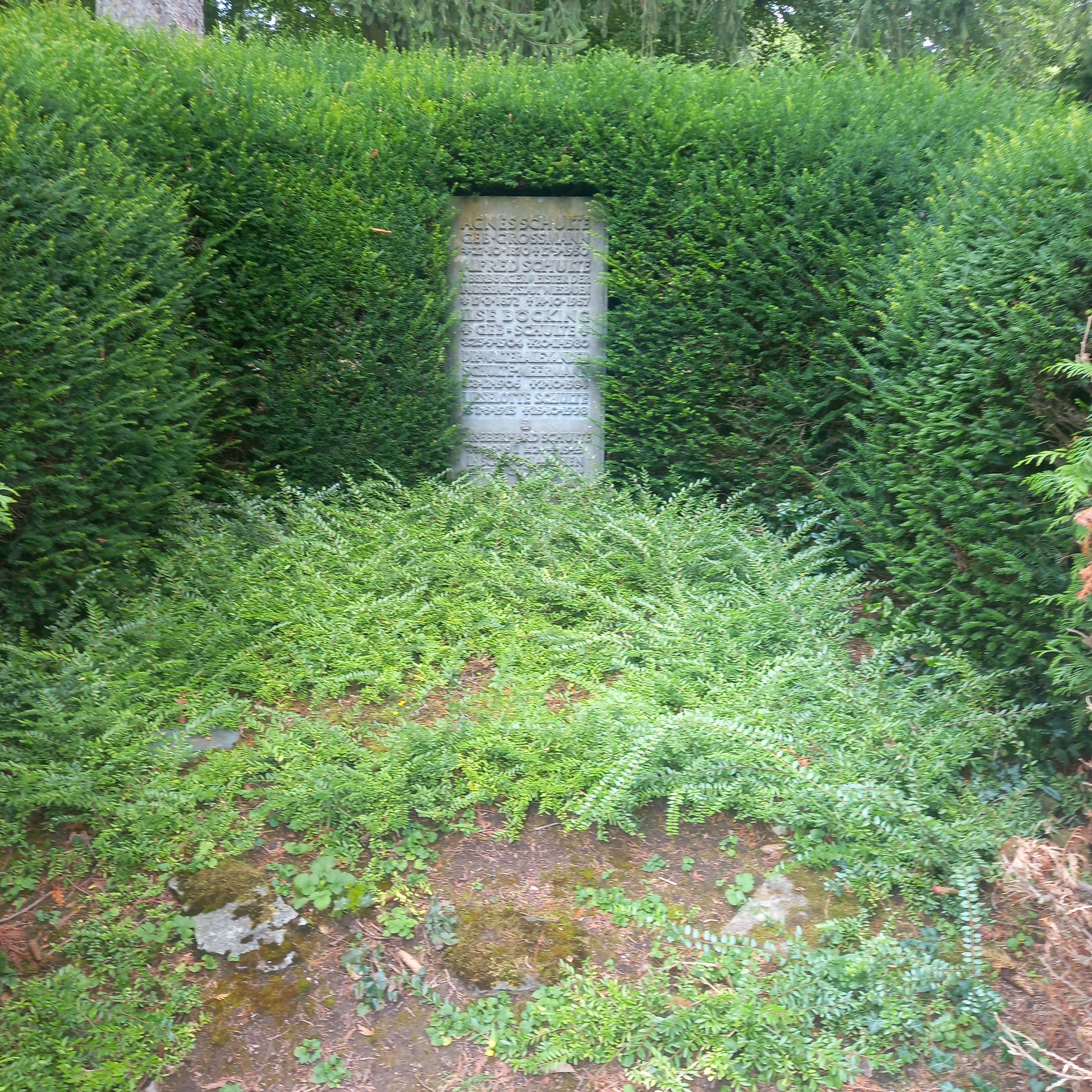
Das Grab von Alfred Schulte und seiner Ehefrau Agnes geborene Grossmann im Familiengrab auf dem Südfriedhof (Wiesbaden)

## Leben und Wirken
Nach dem Besuch des Realgymnasiums in Iserlohn war Alfred Schulte zunächst ein Jahr Maschineneleve an der Eisenbahnwerkstätte in Dortmund. Anschließend studierte er an der Königlich Technischen Hochschule Hannover und an der Königlich Technischen Hochschule zu Berlin, wo er sein Examen als Regierungsbauführer ablegte. Seine Ausbildung setzte er bei der Eisenbahndirektion Berlin und bei der Eisenbahnwerkstätte Potsdam fort. Danach war er bei der Aktiengesellschaft Elektrizitätswerke Dresden beschäftigt und ab Februar 1900 gleichzeitig Mitglied des Vorstands der Lippischen Elektricitäts AG zu Detmold.
Ab Mai 1904 war Schulte bei der Stadtverwaltung Wiesbaden beschäftigt, zunächst als Ingenieur und Vorsteher der Abteilung Elektrizität bei der Verwaltung der Städtischen Wasser-, Gas- und Elektrizitätswerke Wiesbaden, ab 1906 als Oberingenieur daselbst, und wurde am 1. April 1910 zum Geschäftsführer der Direktion der Städtischen Wasser- und Lichtwerke Wiesbaden ernannt. Im Jahr 1913 wurde er besoldeter Stadtrat in Wiesbaden und führte dort als Finanzdezernent 1915/1916 ein neues Buchungssystems in der Stadtverwaltung ein, das so genannte „Wiesbadener System“. Im Jahr 1918 wurde er zum Stadtkämmerer und 1920 zum zweiten Beigeordneten berufen.
Während der französischen Besatzungszeit übernahm Schulte nach der Ausweisung des Oberbürgermeisters Fritz Travers vom 13. Februar 1923 bis 12. November 1924 die Amtsgeschäfte. 1925 wurde Schulte erster Beigeordneter der Stadt Wiesbaden und Leiter der Wiesbadener Stadtverwaltung und übernahm nach dem Tod von Travers am 17. Juli 1929 wiederum die Amtsgeschäfte des Oberbürgermeisters bis März 1930. Seit dem 1. Mai 1933 war er Mitglied der NSDAP, ohne Ämter in der Partei innezuhaben. Nach der Machtergreifung der Nationalsozialisten und der Entfernung des amtierenden Oberbürgermeisters Georg Krücke wurde Schulte am 6. Oktober 1933 zum Oberbürgermeister berufen und übte dieses Amt bis zum 1. April 1937 nach Erreichen der gesetzlichen Altersgrenze aus. Weiterhin war Schulte von 1925 bis 1933 Vorsitzender des nassauischen Städtetages und danach Mitglied des Vorstands der Landesdienststelle Hessen-Nassau des Deutschen Gemeindetags.

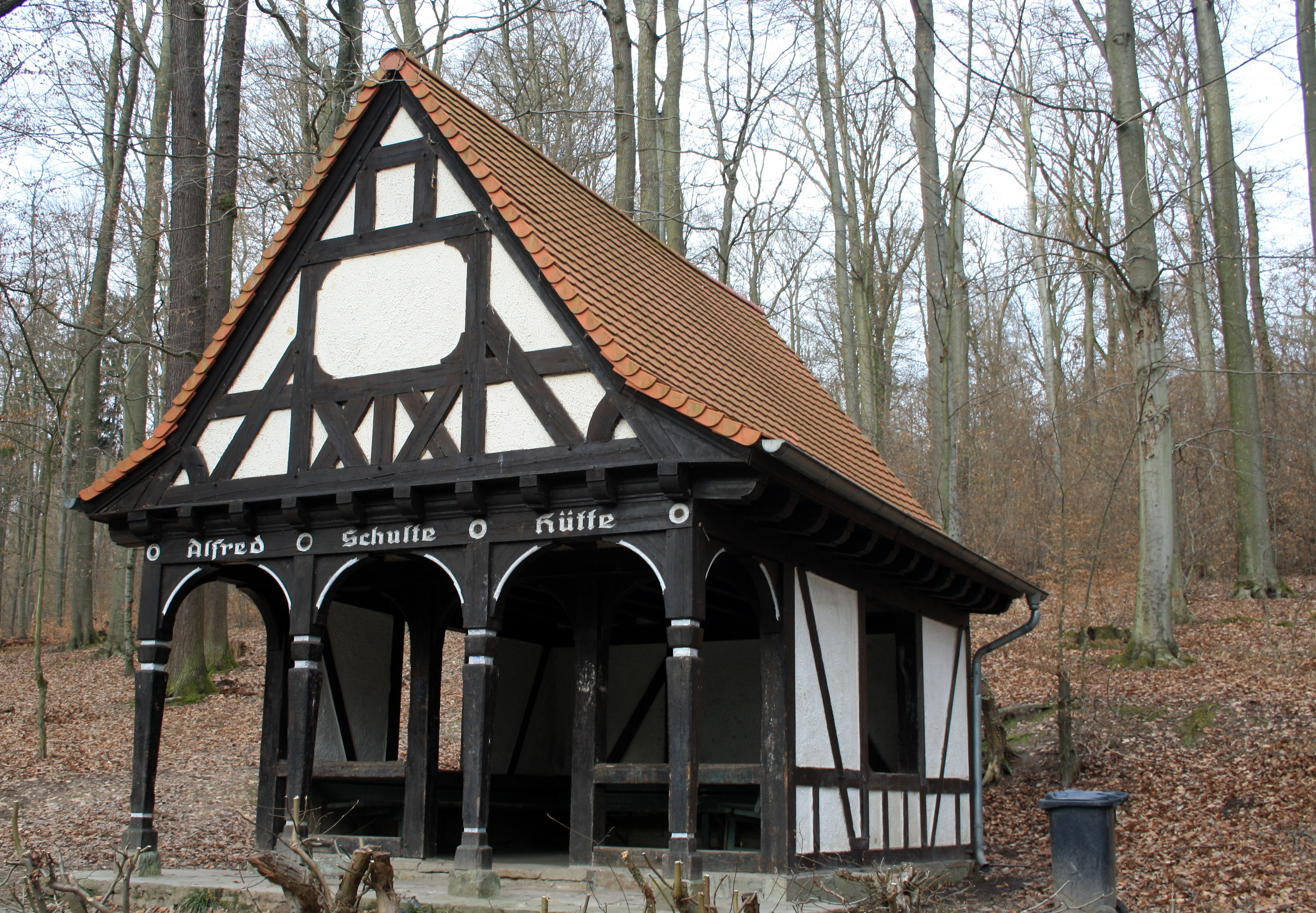
Alfred-Schulte-Hütte im Dambachtal

Im Alter von 85 Jahren verstarb Alfred Schulte am 14. Oktober 1957 und wurde auf dem Südfriedhof in Wiesbaden begraben. Ihm wurde die Goldene Ehrenplakette der Stadt Wiesbaden verliehen und es wurde die 1937 vom Wiesbadener Verschönerungsverein erbaute Schutzhütte, die Alfred-Schulte-Hütte, nach ihm benannt.